# Joseph Bruyère
Joseph Bruyère é um ciclista belga já retirado, nascido a 5 de outubro de 1948 em Maastricht (Holanda).

## Biografia
Profissional de 1970 a 1980, venceu duas vezes a Liège-Bastogne-Liège e uma etapa do Tour de France de 1972. 
É um especialista da clássica Het Volk, a qual ganha em 1974, 1975 e 1980 e de Liège-Bastogne-Liège a ganhando em 1976 e 1978.
Tem participado em seis Tour de France conseguindo uma vitória de etapa em 1972 na 19ª etapa disputada entre Auxerre e Versalhes. Levou durante três dias o maillot amarelo em 1974 e em 1978 durante oito dias.

## Palmarés
| 1972 - 1 etapa do Tour de France 1974 - Het Volk - 1 etapa da Paris-Nice 1975 - Het Volk - Tour do Mediterrâneo - 1 etapa da Semana Catalã | 1976 - Lièje-Bastogne-Lièje - Druivenkoers Overijse - 1 etapa do Giro de Itália - 1 etapa do Tour da Romandia 1977 - 1 etapa da Semana Catalã - 2º no Campeonato da Bélgica de Ciclismo em Estrada 1978 - Liège-Bastogne-Liège - Tour de Condroz 1980 - Het Volk |

## Resultados nas grandes voltas
| Corrida            | 1970 | 1971 | 1972 | 1973 | 1974 | 1975 | 1976 | 1977 | 1978 | 1979 | 1980 |
| ------------------ | ---- | ---- | ---- | ---- | ---- | ---- | ---- | ---- | ---- | ---- | ---- |
| Giro de Itália     | -    | -    | 21º  | 53º  | 52º  | -    | 76º  | -    | -    | -    | -    |
| Tour de France     | 50º  | 60º  | 26º  | -    | 21º  | -    | -    | Ab.  | 4º   | -    | -    |
| Volta a Espanha    | -    | -    | -    | 30º  | -    | -    | -    | -    | -    | -    | -    |
| Mundial em Estrada | Ab.  | -    | -    | Ab.  | Ab.  | Ab.  | 30º  | Ab.  | Ab.  | -    | -    |

## Ligações externos
- Palmarés de Joseph Bruyère em Memoire-du-cyclisme.net
- Ficha de Joseph Bruyère em Siteducyclisme.net